# Кетламет (Вашингтон)
Кетламет (англ. Cathlamet) — місто (англ. town) в США, в окрузі Вакаєкум штату Вашингтон. Населення — 560 осіб (2020).

## Географія
Кетламет розташований за координатами 46°12′21″ пн. ш. 123°23′2″ зх. д. / 46.20583° пн. ш. 123.38389° зх. д. (46.205819, -123.384018).  За даними Бюро перепису населення США в 2010 році місто мало площу 1,28 км², з яких 1,26 км² — суходіл та 0,02 км² — водойми.

### Клімат
Місто знаходиться у зоні, котра характеризується середземноморським кліматом. Найтепліший місяць — серпень із середньою температурою 17.7 °C (63.9 °F). Найхолодніший місяць — січень, із середньою температурою 0.3 °С (32.5 °F).
| Клімат Кетламета        | Клімат Кетламета | Клімат Кетламета | Клімат Кетламета | Клімат Кетламета | Клімат Кетламета | Клімат Кетламета | Клімат Кетламета | Клімат Кетламета | Клімат Кетламета | Клімат Кетламета | Клімат Кетламета | Клімат Кетламета | Клімат Кетламета |
| Показник                | Січ.             | Лют.             | Бер.             | Квіт.            | Трав.            | Черв.            | Лип.             | Серп.            | Вер.             | Жовт.            | Лист.            | Груд.            | Рік              |
| Середня температура, °C | 0,3              | 1,9              | 4,8              | 7,7              | 11,3             | 14,5             | 17,4             | 17,7             | 14,3             | 9,1              | 4,2              | 0,6              | 8,7              |
| Норма опадів, мм        | 302              | 224              | 208              | 150              | 99               | 76               | 30               | 49               | 90               | 174              | 300              | 316              | 2018             |
| Днів з опадами          | 20               | 18               | 20               | 18               | 15               | 12               | 7                | 8                | 10               | 15               | 21               | 21               | 185              |
| Днів зі снігом          | 0,5              | 0,6              | 0                | 0                | 0                | 0                | 0                | 0                | 0                | 0                | 0,1              | 0,7              | 1,9              |
| ----------------------- | ---------------- | ---------------- | ---------------- | ---------------- | ---------------- | ---------------- | ---------------- | ---------------- | ---------------- | ---------------- | ---------------- | ---------------- | ---------------- |
| Джерело: Weatherbase    |                  |                  |                  |                  |                  |                  |                  |                  |                  |                  |                  |                  |                  |

## Демографія
Згідно з переписом 2010 року, у місті мешкали 532 особи в 258 домогосподарствах у складі 136 родин. Густота населення становила 415 осіб/км².  Було 296 помешкань (231/км²).
Расовий склад населення:
| - 94,7 % — білих - 1,1 % — азіатів - 0,9 % — корінних американців - 0,2 % — чорних або афроамериканців |

До двох чи більше рас належало 2,3 %. Частка іспаномовних становила 3,4 % від усіх жителів.
За віковим діапазоном населення розподілялося таким чином: 15,0 % — особи молодші 18 років, 54,0 % — особи у віці 18—64 років, 31,0 % — особи у віці 65 років та старші. Медіана віку мешканця становила 52,9 року. На 100 осіб жіночої статі у місті припадало 82,8 чоловіків;  на 100 жінок у віці від 18 років та старших — 79,4 чоловіків також старших 18 років.
Середній дохід на одне домашнє господарство  становив 47 549 доларів США (медіана — 39 643), а середній дохід на одну сім'ю — 59 628 доларів (медіана — 49 539). За межею бідності перебувало 17,8 % осіб, у тому числі 13,9 % дітей у віці до 18 років та 19,3 % осіб у віці 65 років та старших.
Цивільне працевлаштоване населення становило 157 осіб. Основні галузі зайнятості: виробництво — 17,8 %, освіта, охорона здоров'я та соціальна допомога — 17,8 %, публічна адміністрація — 12,7 %, роздрібна торгівля — 10,8 %.